# بابی کامپو
بابی کامپو (انگلیسی: Bobby Campo؛ زادهٔ ۹ مارس ۱۹۸۳) یک هنرپیشه اهل ایالات متحده آمریکا است. وی از سال ۲۰۰۵ میلادی تاکنون مشغول فعالیت بوده‌است.
از فیلم‌ها یا برنامه‌های تلویزیونی که وی در آن نقش داشته است می‌توان به مقصد نهایی ۴ اشاره کرد.